# Ferdinand Wallbrecht (Politiker, 1840)

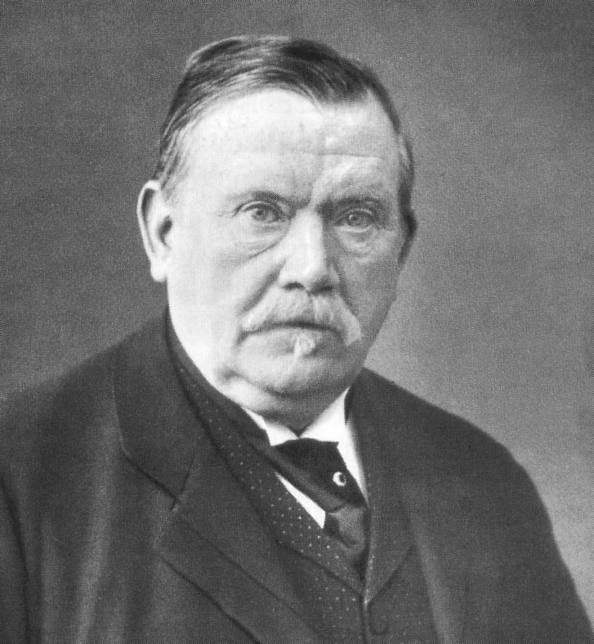
Ferdinand Wallbrecht um 1895

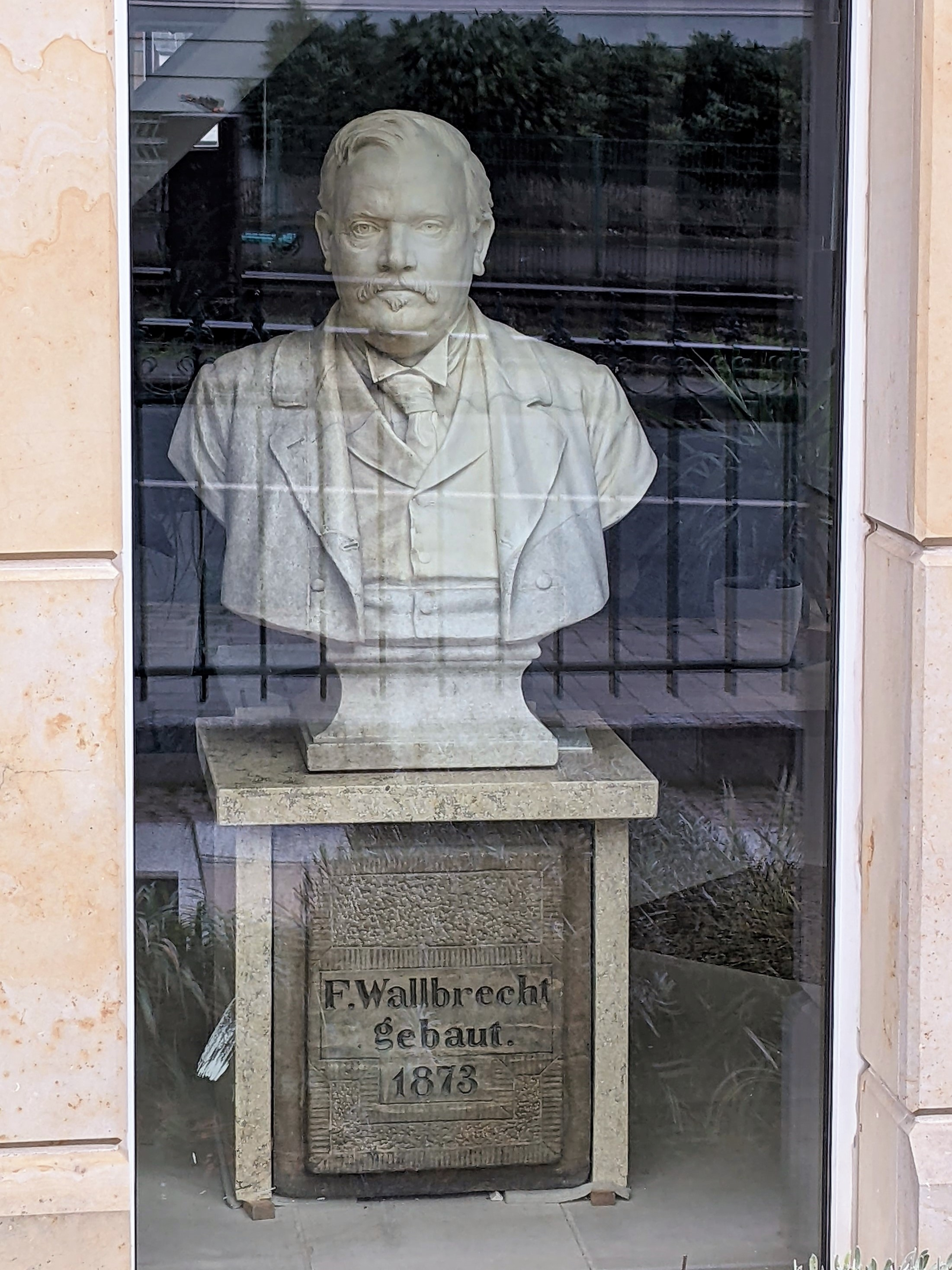
Büste Wallbrechts von dem Bildhauer Ferdinand Hartzer;
mit einer Haus-Tafel „gebaut 1873“

Friedrich Carl Ferdinand Wallbrecht (* 7. April 1840 in Elze bei Hildesheim; † 1. April 1905 in Hannover) war ein deutscher Architekt, Bauunternehmer, Aufsichtsratsvorsitzender und nationalliberaler Politiker.

## Leben

### Laufbahn
Ferdinand Wallbrecht war das jüngste von sieben Kindern des Elzer Hofbesitzers Max Wallbrecht und dessen Ehefrau Dorothea Bornemann. Er besuchte  zunächst die ländliche Volksschule, erhielt parallel dazu aber auch Privatunterricht von dem später in Groß Munzel tätigen Pastor Kölle. Anschließend besuchte er in der Residenzstadt Hannover die dortige „Fortbildungs-Anstalt für confirmirte junge Leute“ von Georg Wilhelm Auhagen. Seinen anfänglichen Berufswunsch als Landwirt gab er auf und durchlief stattdessen eine Maurerlehre bei seinem späteren Schwager, den königlich hannoverschen Hofmaurermeister Karl Lange. Nach seiner Gesellenprüfung besuchte er die Königliche Baugewerkschule Nienburg und studierte dann von 1857 bis 1861 an der hannoverschen Polytechnikum, wo er vor allem von Conrad Wilhelm Hase beeinflusst wurde. Unterdessen war er 1860 Mitglied des Corps Saxonia geworden.
In den Jahren ab 1861 bis 1863 ging er auf seiner Wanderschaft nach Köln, Nürnberg und München und 1862 nach Österreich und Italien bis nach Rom.
Im Sommer 1863 legte er sein Meisterstück als Maurer vor und wurde Teilhaber des hannoverschen Baugeschäfts seines Schwagers Karl Lange. Nach dessen Tod am 11. Januar 1867 wurde Wallbrecht alleiniger Inhaber und heiratete etwa ein halbes Jahr später die Tochter des Hofmaurermeisters Constantin Nordmann, Caroline Sophie Mathilde (gestorben vor 1877).
1872 gründete er die Hannoversche Baugesellschaft und wurde 1883 Königlicher Baurat; 1885 übernahm er die Funktion eines hannoverschen Bürgervorstehers, 1890 gefolgt vom Amt des Wortführers des Bürgervorsteherkollegiums. 1891 erfolgte seine Ernennung zum Senator.
Kurz vor seiner 1877 geschlossenen zweiten Ehe wurde Wallbrecht zum Ehrenbürger seiner Heimatstadt Elze ernannt.
In die 1890 gegründete Hannoversche Immobilien-Gesellschaft brachte Wallbrecht 77 eigene Gebäude ein, darunter das „Concerthaus“ an der Goethebrücke und den Palmengarten.

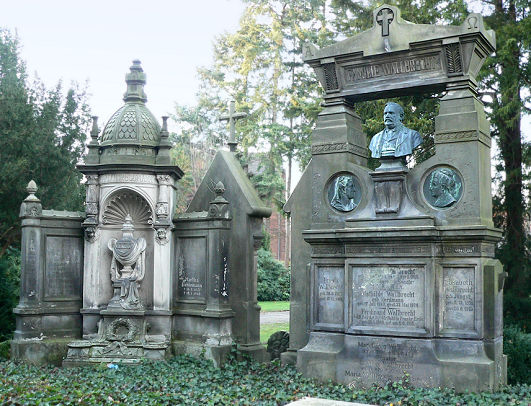
Grabmonument auf dem Friedhof Engesohde

Wallbrecht war auch außerhalb Hannovers aktiv. So betrieb er 1892/1893 die Erschließung der Lübecker Vorstadt St. Gertrud, indem er aus eigenen Mitteln die Moltke-Brücke über die Wakenitz errichten ließ. Auf eigene Kosten ließ er auch die Moltkestraße anlegen, die den Zugang zur 1895 veranstalteten Deutsch-Nordischen Handels- und Industrieausstellung bildete.
Wallbrecht war Aufsichtsratsmitglied in zahlreichen hannoverschen Unternehmen. Ab 1885 war er Bürgervorsteher, 1890 Wortführer und 1891 Senator. Für die Nationalliberale Partei saß er seit 1891 als Abgeordneter im Provinziallandtag der Provinz Hannover und von 1903 bis 1905 im Reichstag als Abgeordneter des Wahlkreises Provinz Hannover 9 (Hameln, Linden-Land, Springe). Dort betrieb er in seinen letzten Lebensjahren vor allem die Vorbereitungen zum Bau des Mittellandkanals. Wallbrechts prachtvolles Grabmal befindet sich auf dem Stadtfriedhof Engesohde in Hannover.
Der Bildhauer Ferdinand Hartzer schuf eine Büste Wallbrechts.

### Familie
Durch seine erste Ehe 1867 mit Caroline Sophie Mathilde, Tochter des Hofmaurermeister Constantin Nordmann erlangte Wallbrecht die familiäre Bindung zu einer einflussreichen hannoverschen Bauindustriellen-Familie.
1877 heiratete Wallbrecht in Berlin seine zweite Ehefrau Elisabeth, Tochter des Wirklichen Geheimen Kriegsrates Heinrich Jüngst.

#### Ferdinand jr.

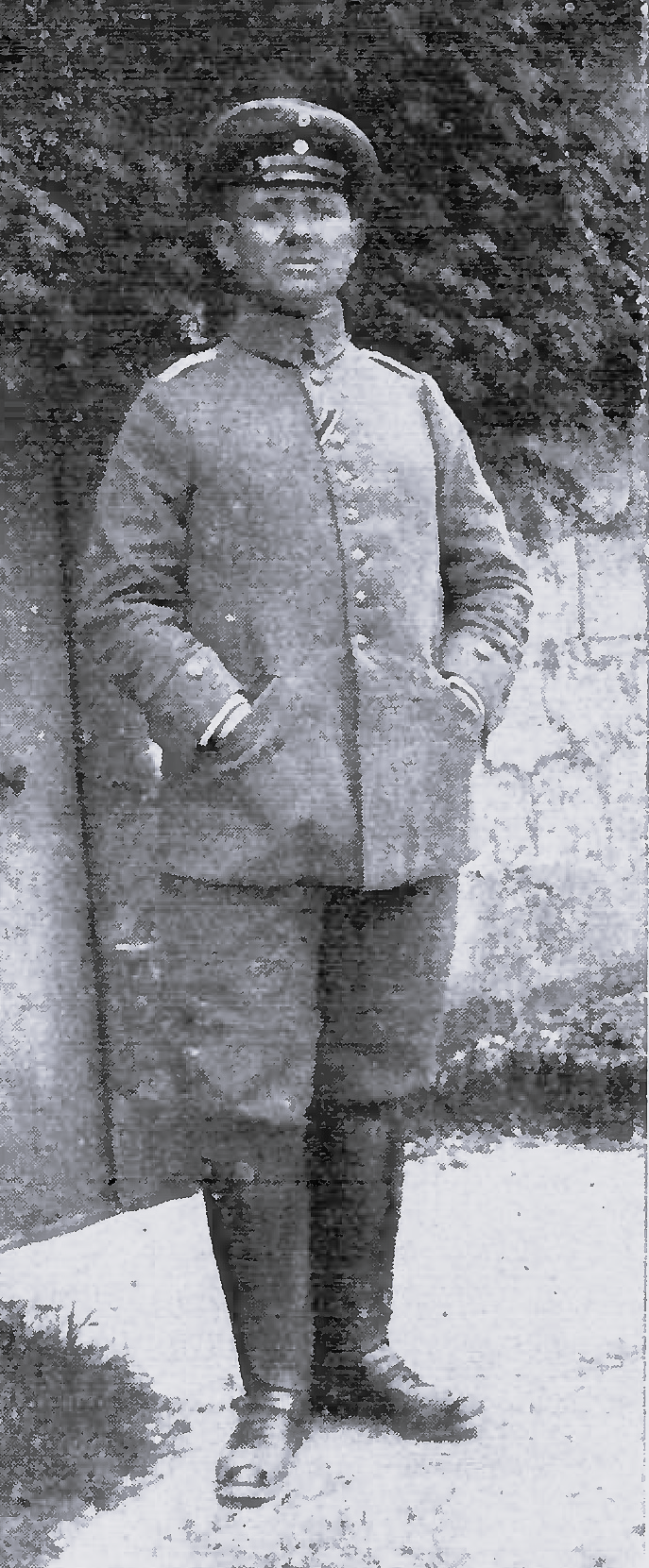

Als zweiter Sohn wurde Ferdinand am 19. Mai 1880 in Hannover geboren. Als Kaufmann übernahm dieser 1905 die Leitung der lübeckischen Unternehmungen seines Vaters. Dies war die Aufschließung des Villenviertels Marli und die zu jener Zeit noch in Bau befindliche, später vom Staat übernommene, Straßenbahn als Verbindung des Viertels zum Bahnhof.
Kurze Zeit nach der Mobilmachung wurde er einberufen und der Ersatz-Abteilung eines Feld-Artillerie-Regiments zugewiesen. Im September 1914 rückte er als Offiziersstellvertreter ins Feld und wurde bald zum Leutnant der Reserve befördert. Nach mehreren Gefechten an der Westfront wurde er mit dem Eisernen Kreuz ausgezeichnet. In den Kämpfen am 6. Juni 1915 bei Moulin-sous-Touvent wurde er schwer verwundet und geriet in französische Gefangenschaft. Wenige Stunden später erlag er seinen Verwundungen im feindlichen Schützengraben.

## Werk
Neben zahlreichen Bauten war sein wichtigstes städtebauliches Projekt in Hannover der Straßendurchbruch der Karmarschstraße durch die Altstadt in zwei Bauabschnitten von 1879 bis 1881 und von 1889 bis 1890. In der Ära des hannoverschen Stadtdirektors Heinrich Tramm war Wallbrecht in den 1890er Jahren vor allem an dessen Bauvorhaben beteiligt, darunter an der Kanalisation, dem Nordstadt-Krankenhaus, der Markthalle, dem Maschpark, dem Lister Turm sowie den Anfängen des Neuen Rathauses.

## Weitere Werke (Auswahl)
- 1878: Konzerthaus Hannover, Am Marstall
- 1879–1881: Provinzialständehaus, Am Schiffgraben (heute Niedersächsisches Finanzministerium)
- 1875–1876: Militär-Reitinstitut, Vahrenwalder Straße, Hannover (zwei Nebengebäude erhalten, darunter die Königliche Reithalle)

## Gedenken und Verdienste
An Ferdinand Wallbrecht erinnern Straßennamen in Elze, im hannoverschen Stadtteil List und in Lübeck die Wallbrechtbrücke. In seiner Persönlichkeit und seinem Lebensweg verbindet sich der Aufstieg vom gelernten Maurer zum ökonomisch und politisch erfolgreichen Bauunternehmer. Auch verband er als Reichstagsabgeordneter sein Wirken mit der Tätigkeit als Architekt und Stadtplaner der späten Gründerzeit und des Historismus in der preußischen Provinzial-Hauptstadt Hannover.